# 黄田坝街道
黄田坝街道，是中华人民共和国四川省成都市青羊区下辖的一个乡镇级行政单位。1957年，温江黄田坝机场选址批复，启用地名“黄田坝”。1964年，在航空工业基地的范围内成立成都市人民委员会黄田坝办事处，相当于一个市辖区。其后经过几次改制，遂成为青羊区黄田坝街道办事处。2019年12月，青羊区调整部分街道行政区划。将苏坡街道黄土社区武青路中心线以西、中坝社区武青路中心线以西，文家街道快活社区、红碾社区日月大道中心线以北与远景路中心线以东行政区域划归黄田坝街道管辖；将黄田坝街道高坎社区所属行政区域划归文家街道管辖；将黄田坝街道联工社区武青路中心线以东行政区域划归苏坡街道管辖。
调整后，黄田坝街道辖康华社区、成航社区、华兴社区、民安社区、安康社区、快活社区和黄土社区武青路中心线以西、中坝社区武青路中心线以西、红碾社区日月大道中心线以北与远景路中心线以东、联工社区武青路中心线以西行政区域，黄田坝街道办事处驻经四路138号。

## 行政区划
黄田坝街道下辖以下地区：
华兴社区、民安社区、安康社区、康华社区、成航社区、高坎社区和联工社区。